# Gérard Ethève
Gérard Ethève , né le 5 mars 1930 à Saint-Pierre (La Réunion) et mort le 22 janvier 2024 à Saint-Denis (La Réunion),, est un homme d'affaires français, fondateur d'Air Austral puis PDG de cette compagnie aérienne réunionnaise jusqu'en 2012.

## Biographie
Gérard Ethève naît le 5 mars 1930 à Saint-Pierre (La Réunion),,,.

### Mort
Gérard Ethève chute dans sa salle de bain, il en meurt le 22 janvier 2024 à l'âge de 93 ans,,,.